# Litargus bellus
Litargus bellus es una especie de coleóptero de la familia Mycetophagidae.

## Distribución geográfica
Habita en África.